# Tipula (Yamatotipula) latemarginata platyspatha
Tipula (Yamatotipula) latemarginata platyspatha is een ondersoort van de tweevleugelige Tipula (Yamatotipula) latemarginata uit de familie langpootmuggen (Tipulidae). De ondersoort komt voor in het Palearctisch gebied.